# Operador autoadjunto
Um operador autoadjunto, hermitiano (português brasileiro) ou hermítico (português europeu) é um operador linear em um espaço vetorial com produto interno que é o adjunto de si mesmo. No caso de espaços de dimensão finita, a matriz que representa esse operador é igual à sua transposta conjugada.
- Propriedades

- Um operador {\displaystyle T\,} é autoadjunto se e somente se[2][3]

{\displaystyle \langle Tx,y\rangle =\langle x,Ty\rangle ,~~\forall x,y\,}
- Todo autovalor {\displaystyle \lambda \,} de um operador autoadjunto {\displaystyle T\,} é real:

{\displaystyle \lambda \langle v,v\rangle =\langle Tv,v\rangle =\langle v,Tv\rangle ={\overline {\lambda }}\langle v,v\rangle \,}
- Se {\displaystyle \lambda _{1}\,} e {\displaystyle \lambda _{2}\,} são autovalores diferentes associados a autovetores {\displaystyle v_{1}\,} e {\displaystyle v_{2}\,}. Então {\displaystyle \langle v_{1},v_{2}\rangle =0\,}:

{\displaystyle \lambda _{1}\langle v_{1},v_{2}\rangle =\langle Tv_{1},v_{2}\rangle =\langle v_{1},Tv_{2}\rangle =\lambda _{2}\langle v_{1},v_{2}\rangle \,}
{\displaystyle \Longrightarrow (\lambda _{1}-\lambda _{2})\langle v_{1},v_{2}\rangle =0}
Como {\displaystyle \lambda _{1}}e {\displaystyle \lambda _{2}} são distintos, temos {\displaystyle \lambda _{1}-\lambda _{2}\neq 0}, portanto {\displaystyle \langle v_{1},v_{2}\rangle =0}.

## Aplicação do hermitiano na mecânica quântica
Dizer que duas funções diferentes {\displaystyle \Psi _{i}} e {\displaystyle \Psi _{j}} são ortogonais significa que a integral (varrendo todo o espaço) do produto dessas funções é igual a zero:

{\displaystyle \int \Psi _{i}^{*}\Psi _{j}dt=0}                 para {\displaystyle i\neq j}

## Prova da ortogonalidade de funções de onda
Sejas duas autofunções {\displaystyle \Psi _{n}} e {\displaystyle \Psi _{m}} correspondentes a dois valores diferentes de energia {\displaystyle E_{n}} e {\displaystyle E_{m}} respectivamente. Podemos então escrever:
{\displaystyle {\widehat {H}}\Psi _{n}=E_{n}\Psi _{n}}      e      {\displaystyle {\widehat {H}}\Psi _{m}=E_{m}\Psi _{m}}
{\displaystyle \int \Psi _{m}^{*}{\widehat {H}}\Psi _{n}dt=E_{n}\int \Psi _{m}^{*}\Psi _{n}dt}            e        {\displaystyle \int \Psi _{n}^{*}{\widehat {H}}\Psi _{m}dt=E_{m}\int \Psi _{n}^{*}\Psi _{m}dt}
{\displaystyle \int \Psi _{m}^{*}{\widehat {H}}\Psi _{n}dt-{\biggl (}\int \Psi _{n}^{*}{\widehat {H}}\Psi _{m}dt{\biggl )}^{*}=E_{n}\int \Psi _{m}^{*}\Psi _{n}dt-E_{m}\int \Psi _{n}\Psi _{m}^{*}dt}
Como o hamiltoniano é hermitiano, temos:
{\displaystyle 0=(E_{n}-E_{m})\int \Psi _{m}^{*}\Psi _{n}dt}
Como as energias são distintas, a integral será nula, confirmando a ortogonalidade.

## Operador Linear
No caso de operadores lineares, temos sua representação matricial. Uma matriz é dita matriz hermitiana ou autoadjunta se for idêntica à sua matriz transposta conjugada. O resultado a seguir relaciona os autovalores de uma matriz Hermitiana e de uma submatriz principal em forma de entrelaçamento de autovalores.
Teorema
Considere {\displaystyle A} uma matriz Hermitiana de ordem {\displaystyle n}, {\displaystyle r}  um inteiro com {\displaystyle 1\leq r\leq n} e {\displaystyle A_{r}}  uma submatriz principal de ordem {\displaystyle r}  de {\displaystyle A} (obtida removendo {\displaystyle n-r} linhas e suas colunas correspondentes de {\displaystyle A}). Para cada inteiro {\displaystyle k} tal que {\displaystyle 1\leq k\leq r}, obtemos
{\displaystyle \lambda _{k}(A)\leq \lambda _{k}(A_{r})\leq \lambda _{k+n-r}(A).}
Esse resultado é também conhecido como princípio da inclusão.